# Bdellovibrionales
Die Bdellovibrionales sind eine Ordnung der Bakterien innerhalb der Klasse der Oligoflexia. Zu dieser Ordnung gehören auch räuberische Bakterien. Einige Arten können sich an andere Bakterien anheften und in sie eindringen. Die Vorsilbe Bdello- ist griechisch und bedeutet „Egel“.
Die Art Vampirovibrio befällt die Alge Chlorella. Bdellovibrio, Bacteriovorax und Micavibrio greifen andere Bakterien an. Bdellovibrio dringt hierbei in den periplasmatischen Raum der Wirtszelle ein und ernährt sich vom Zytoplasma. Innerhalb der Wirtszelle vermehrt sich Bdellovibrio durch Zellteilungen. Nachdem das Zytoplasma aufgebraucht ist, wird die Zellwand der Wirtszelle aufgelöst und die Tochterzellen gelangen ins Freie.

## Systematik
Die Ordnung Bdellovibrionales wurde früher zu der Klasse der Deltaproteobacteria gestellt. Nach neuen taxonomischen Erkenntnissen (2021) wurde sie zu der Klasse der Oligoflexia gestellt. Zu den Bdellovibironales wird seit diesen Änderungen nur noch eine einzige Familie,  die Bacteriovoracaceae gestellt. Es folgt eine Auflistung der Gattungen (Stand: 20. März 2021):
- Bdellovibrionaceae
  - Bdellovibrio
  - Micavibrio
  - Vampirovibrio

Zuvor wurden neben den Bdellovibrionaceae noch drei weitere Familien dazu gestellt: Die Bacteriovoracaceae, Halobacteriovoracaea und die Pseudobacteriovoracaceae.